# Obstalden
Obstalden är en ort i kommunen Glarus Nord i kantonen Glarus i Schweiz. Den ligger cirka 10,5 kilometer nordost om Glarus. Orten har 501 invånare (2023).
Orten var före den 1 januari 2011 en egen kommun, men slogs då samman med kommunerna Bilten, Filzbach, Mollis, Mühlehorn, Niederurnen, Näfels och Oberurnen till den nya kommunen Glarus Nord.